# 鶴頂粉蝶屬
鶴頂粉蝶屬（學名：Hebomoia）是粉蝶科粉蝶亞科襟粉蝶族中的一個屬。是粉蝶科中體型最大的分類。共有2個物種，廣泛分布於東南亞。

## 物種

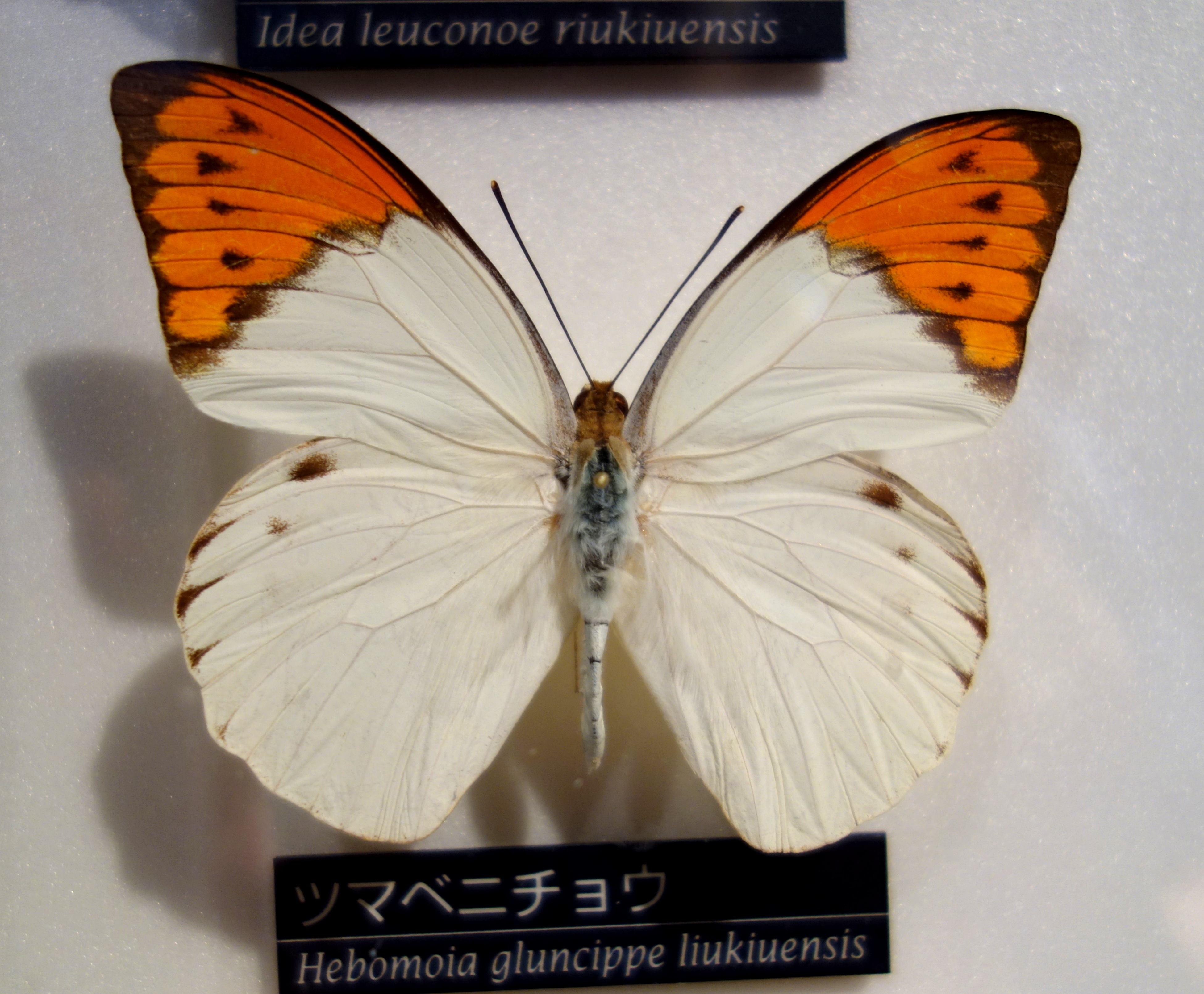
Hebomoia glaucippe
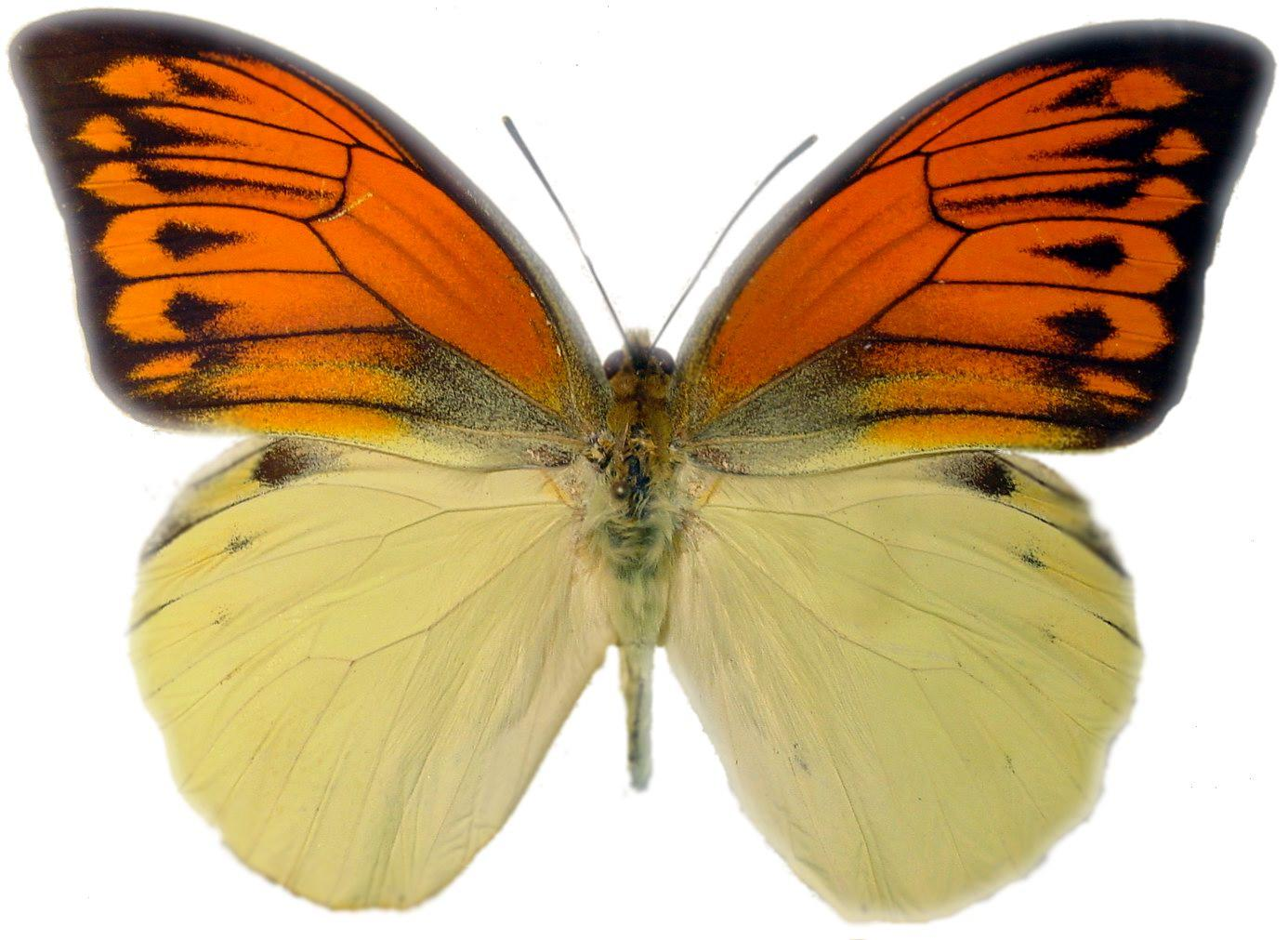
紅翅鶴頂粉蝶 Hebomoia leucippe

## 圖集
- 橙端粉蝶/鶴頂粉蝶
Hebomoia glaucippe
- 紅翅鶴頂粉蝶
Hebomoia leucippe

## 外部連結
- Hebomoia（页面存档备份，存于） - funet.fi